# Красне (Сімферопольський район)
Кра́сне (до 1930-х — Чалгари́, крим. Çalğarı) — село Сімферопольського району Автономної Республіки Крим.
Відстань від райцентру до населеного пункта становить 22 кілометрів по прямій.
У 2023 році у проєкті Постанови Верховної Ради України «Про перейменування деяких населених пунктів Автономної Республіки Крим» село запропоновано перейменувати на Чалгари.